# Dolor pelvià
El dolor pelvià o dolor pelviana és una dolor a la zona de la pelvis. La dolor aguda és més comuna que la crònica. Si dura més de sis mesos, es considera una dolor pelviana crònica. Pot afectar tant a dones com a homes.
Les causes més freqüents són: endometriosi en dones, adherències intestinals, síndrome de l'intestí irritable i cistitis intersticial. La causa també pot ser una sèrie de trastorns no gaire entesos que poden representar una funció psiconeuromuscular anormal.